# Michitarō Komatsubara
Michitarō Komatsubara (小松原道太郎?   *Yokohama; 20 de julio de 1885 – † Tokio; 6 de octubre de 1940) fue un militar japonés que comandó al Ejército Imperial durante la batalla de Jaljin Gol entre mayo y septiembre de 1939.

## Biografía
Nació en el puerto de Yokohama, en la prefectura de Kanagawa, siendo su padre un ingeniero naval. Ingresó a la Academia Militar Imperial, de donde egresó en 1905 en el puesto 18 de su generación. Entre 1909 y 1910 se desempeñó como agregado militar en la embajada nipona en Moscú, donde aprendió fluidamente el ruso. A su regreso desempeñó diversas funciones en el Estado Mayor del Ejército Imperial Japonés y en el Supremo Consejo de Guerra. Durante la Primera Guerra Mundial, participó activamente en la fuerza expedicionaria que derrotó a las fuerzas alemanas en la batalla de Tsingtao.
Regresó a Japón en 1915, ingresando al Colegio Militar del Ejército, egresando 27 en su promoción. Una vez concluidos sus estudios, fue designado comandante del 34 Regimiento de Infantería del Ejército. En 1919 ingresó a la "Sección Soviética" de la 4.ª Sección, 2.ª Oficina (Inteligencia militar) del Colegio Militar. En 1926 y 1927 dio clases en dicha institución, antes de ser designado nuevamente como agregado militar a la embajada japonesa ante la Unión Soviética entre 1927 y 1929. A su regreso comandó el 57.º Regimiento de Infantería, antes de convertirse en 1932 jefe de la Agencia Especial en la ciudad de Harbin, Manchukuo. Designado general de brigada en 1934, regresó a Japón para hacerse cargo de la 8.ª Brigada de Infantería y de la Primera Brigada de la Guardia Imperial. Ascendió a general de división en 1936, siendo reasignado a Manchukuo nuevamente, como comandante de la 23.ª división, estacionada en Kwantung y que formaba parte de dicho Ejército.
Su ascendente estrella se apagó cuando, comandando las fuerzas imperiales, fue gravemente derrotado por el Ejército Rojo soviético en la Batalla de Jaljin Gol. Dicho enfrentamiento significó la primera y más grave derrota japonesa desde el inicio de su expansión por el océano Pacífico y China, y la primera gran victoria soviética en oriente desde la derrota en la Guerra Ruso-Japonesa (1904-1905). Al mismo tiempo que su derrota significó su caída en desgracia, señaló el ascenso de Gueorgui Zhúkov, quien por su victoria recibiría la condecoración de Héroe de la Unión Soviética. Se retiró en enero siguiente y, producto de un cáncer de estómago, murió el 6 de octubre de 1940.